# Високо (община)
Община Високо (босн. и хорв. Opština Visoko, серб. Општина Високо) — боснийская община, расположенная в центральной части Федерации Боснии и Герцеговины. Административным центром является город Високо.

## География
Площадь общины Високо составляет 232 км². Високо граничит со следующими общинами: Киселяк, Бусовача, Какань, Вареш, Бреза, Илияш и Илиджа. Соединяется с соседними общинами за счёт местных автодорог и магистрали Сараево-Зеница, а также железной дорогой с побережьем Адриатического моря.
Природная среда общины — долины рек Босна и Фойница, горы Озрена, Враница и Звезда. Средняя высота общины колеблется от 399 до 1050 м, что создаёт благоприятные условия для развития сельского хозяйства, промышленности, строительства.

## Население
Первая перепись населения состоялась 31 января 1921 в Високском срезе: в нём проживали 33808 человек (без учёта села Луке). Большинство населения составляли сербы и хорваты при 450 жителях, назвавших себя цыганами. Из 1489 семей по вероисповеданию 842 назвали себя мусульманами, 372 — православными, 275 — католиками. По данным переписи населения 1991 года, в общине проживали 46160 человек из 88 населённых пунктов. Плотность населения составляла 197,32 чел./км². Из них 14140 человек проживали в городе Високо, 31990 — в других городах общины.